# Erhardt
Erhardt ist ein deutscher Familienname.

## Namensträger
- Albrecht Erhardt (Johannes Albrecht Erhardt; 1819–1897), deutscher Eisenhütteningenieur und Oberbergrat
- Alois Erhardt (1827–1902), deutscher Fotograf
- Alois von Erhardt (1831–1888), deutscher Politiker und Bürgermeister
- Andreas Erhardt (* 1951), Schweizer Zoologe und Politiker
- Carl Erhardt (1897–1988), britischer Eishockeyspieler, -trainer, -funktionär und -schiedsrichter
- Carl Heinrich Wilhelm Erhardt (1787–1841), württembergischer Oberamtmann
- Christian Dominikus Erhardt (1731–1805), deutscher Öl- und Freskomaler
- Eugen Erhardt (Unternehmer) (1857–1919), deutscher Unternehmer
- Eugen Erhardt (Künstler) (1889–1972), deutschschwedischer Graveur und Goldschmied
- Franz Bruno Erhardt (1864–1930), deutscher Philosoph und Professor an der Universität Rostock
- Friedman Paul Erhardt (1943–2007), deutsch-amerikanischer Fernsehkoch
- Georg Erhardt (Maler) (1944–2020), Schweizer Maler, Grafiker und Illustrator
- Georg Erhardt (Mediziner) (* 1950), deutscher Veterinärmediziner, Agrarwissenschaftler und Hochschullehrer
- Georg Friedrich Erhardt (1825–1881), deutscher Maler
- Gero Erhardt (1943–2021), deutscher Filmschaffender
- Hans Martin Erhardt (1935–2015), deutscher Maler und Graphiker
- Heinz Erhardt (1909–1979), deutscher Komiker, Musiker, Entertainer, Schauspieler, Dichter
- Herbert Erhardt (1930–2010), deutscher Fußballspieler
- Hermann Erhardt (1881–1971), deutscher Marineoffizier, Freikorpsführer und Putschist
- Hermann Erhardt (Hermann Maier; 1903–1958), deutscher Schauspieler
- Johann Erhardt (Politiker) (1926–2019), österreichischer Politiker (ÖVP)
- Johann Heinrich Erhardt (1805–1883), deutscher Lokomotivbauer, Obermaschinenmeister der sächsischen Eisenbahn, siehe Johann Heinrich Ehrhardt
- Johann Jakob Erhardt (1823–1901), deutscher Missionar
- Johann Simon Erhardt (1776–1829), deutscher Philosoph und Hochschullehrer
- Johannes Erhardt (1831–1907), deutscher Politiker, Landtagsabgeordneter
- Karl Erhardt (1905–1989), deutscher Geograf und Funktionär des Deutschen Alpenvereins (DAV)
- Leon von Erhardt (1847–1933), preußischer Rittmeister, Autor des Spiritismus und Kunstmaler
- Ludwig von Erhardt (1787–1872), preußischer Generalleutnant, Inspekteur der 3. Artillerie-Inspektion
- Manfred Erhardt (* 1939), deutscher Jurist und Politiker (CDU)
- Marek Erhardt (* 1969), deutscher Schauspieler
- Nicole Erhardt (* 1971), deutsche Fußballspielerin
- Otto Erhardt (Architekt) (1885–1952), deutscher Architekt
- Otto Erhardt (Regisseur) (Martin Ehrenhaus; 1888–1971), deutscher Regisseur, Violinist, Operndirektor und Musikpädagoge
- Philipp Erhardt (* 1993), österreichischer Fußballspieler
- Robert Erhardt (1874–1941), deutsch-baltischer und lettischer Unternehmer und Politiker
- Theo Erhardt (* 1940), deutscher Fußballspieler
- Tobias Erhardt (* 1966), deutscher Therapiewissenschaftler
- Trevor Erhardt (* 1962), kanadischer Eishockeyspieler
- Walter Erhardt (* 1952), deutscher Schriftsteller
- Wolfgang Erhardt (1907–1984), deutscher Kapitän zur See der Bundesmarine